# Ислам во Французской Гвиане
Ислам во Французской Гвиане — религия меньшинства, по разным данным его исповедует от 0,9 до 8 % населения этой Заморской территории Франции. 

## Описание
Французская Гвиана является одной из заморских территорий Франции, она расположена на северном побережье Южной Америки, граничащая с Бразилией и Суринамом. Этнический состав населения: до 70 % — чернокожие и мулаты (включая переселенцев из Гаити, Суринама, островов Вест-Индии), 12 % — европейцы (в основном французы, а также португальцы), 3 % индейцы, 10 % — бразильцы и 5 % — потомки выходцев из различных стран Азии (Китая, Индии, Лаоса, Вьетнама и Ливана). Около 48 % — католики, 15 % — протестанты, Свидетели Иеговы — 3,7 % (1 % — возвещатели), 1,3 % — иудеи и 4,5 % — мусульмане.
Исламское население состоит в основном из арабов из Северной Африки, Ливана и Афганистана. 
. Большинство мусульман сунниты. Есть небольшая община мусульман-ахмади, обосновавшихся в регионе в 2007 году.
В Кайенне, столице региона, и Куру есть исламский центр и мусульманская школа. В стране насчитывается 5 мечетей:
1. Мечеть Ассалам в Кайенне
2. Мечеть Абу Бакра в Кайенне
3. Мечеть АнНур в Куру
4. Мечеть Рахма Сен-Лоран дю Марони
5. Мечеть Нур в Мане

## История
Ислам начал проникать на территорию Французской Гвианы конца XVII века, когда французы начали развивать в Гвиане плантационное хозяйство. Поскольку индейцы отказывались работать на плантациях, французы стали завозить негров-рабов из Африки. Среди негров были мусульмане которые впервые принесли ислам на эти земли. Вторая волна распространения ислама началась в середине XIX века, когда после того как в 1848 году было отменено рабство и присоединён Алжир. В 1852 году превращением территории в место ссылки в Гвиану начали высылать на каторгу участников антиколониального движения из Северной Африки. По закону 1854 года осужденный на срок менее 8 лет был обязан остаться после освобождения в Гвиане на срок, равный сроку наказания, а приговоренные же к 8 и более годам заключения оставались там после освобождения пожизненно. В любом случае у большинства освобождённых после долгих лет каторги, не было средств, чтобы оплатить переезд домой, и они оставались в Гвиане. 
Когда Франция в 1946 году закрыла Кайенскую тюрьму, число освобожденных мусульман отбывавших там своё наказание составило около 2500 человек, что составляло около 8% от общей численности населения Французской Гвианы в тот момент.